# エストレ＝ドニエクール
エストレ＝ドニエクール （Estrées-Deniécourt）は、フランス、オー＝ド＝フランス地域圏、ソンム県のコミューン。

## 地理
コミューンは、アミアンの東、サンテール地方にある。アミアンとサン＝カンタンを結ぶ道路の途中、ペロンヌの南西にある。TGVオート・ピカルディ駅は、隣接するコミューンのアブランクール＝プレソワールとエストレ＝ドニエクールとにまたがって建設された。
コミューンの土壌は珪質粘土であり、北東部は石が多い。
コミューンの住宅地は、中心地のあるエストレ村落と、ドニエクール集落とで構成される。第一次世界大戦中に完全に破壊されたため、村は戦間期に再建された。1940年のナチス・ドイツのフランス侵攻で戦いが起きた場所であり、一部が破壊されたエストレは1945年以降に再建された。
コミューンはA1高速道とA29高速道の交差点に位置する。

## 由来
Estréeは古フランス語の言葉で、『平らな石で覆われた道』を意味する、ラテン語のstrataからきている。『道路』を意味するruptaとは対照的である。これはほとんどのロマンス諸語で保存されており（イタリア語およびルーマニア語ではstrada）、ゲルマン語でも借用されている（英語ではstreet、ドイツ語でStraße、オランダ語でstraat）。estréeという言葉は中世後期にフランス語から消滅したが、特にフランス北部の、ローマ街道が近いことを知らせる、数多くの地名の中に残っている。エストレ＝ドニエクールの場合のローマ街道は、ガリア・ベルギカに通じたブリュヌオー道である。
19世紀の歴史家ポール・ドゥカニー司祭は、stradaという名前の意味として、『踏みつぶされた場所』をあげている。また、1146年にはStardaまたはStangtersの名前が見つけられ、ギヨーム・ドリールの地図においてはエストレがMailleuまたはMallieux、Maillouとして記されている。
古文書においてDeniécourtを示すいくつかの形式がある。1010年にDigniscourt、1110年にDignicurtと記された。1265年には、ドニエクールがSancti Dionisii curiaとして登場する。これは聖ドニの名を頂く古い教会があったことを示す。

## 歴史
TGVパリ-リール線建設中に行われた考古学的発掘は、異なる時代の遺跡があることを明らかにした。
考古学的発掘調査では、おそらく紀元前2世紀からのラ・テーヌ文化期の農村居住地跡が発見された。そこには約20人が埋葬された墓地も含まれていた。
考古学的発掘調査では、ローマ占領時代のガリアの農場跡が見つかった（1世紀から4世紀）。
コミューンにはサマロブリヴァ（現在のアミアン）からアウグスタ・ヴィロマンドゥオルム（現在のサン＝カンタン）までの、非常にまっすぐな古いローマ街道があった。
カトリックの伝説によると、3世紀後半、聖カンタンはアミアンからヴェルマンへの途上、エストレを通過した。
エストレ領は、中世にはネール城代区に属していた。ソワソン伯イヴ・ド・ネールは、自らが第2回十字軍へ出発する前に、サン・クレパン修道院長エルノーに、ペロンヌ近郊のエストレの祭壇を与えた。
1221年の憲章では、エストレ領主としてピエール・デストレの名が記されている。彼は1214年のブーヴィーヌの戦いで軍旗を掲げた。
1270年、ラウール・デストレの名が第8回十字軍に参加している騎士として引用されている。
1521年、ジャン1世・デストレ（fr）は、カトリーヌ・ド・ブルボン＝リニーと結婚した。彼らの孫娘が、アンリ4世の愛妾ガブリエル・デストレである。
三十年戦争中の17世紀、エストレはスペイン兵に略奪された。フランス革命中にエストレとドニエクールが合併し、エストレ＝ドニエクールとなった。1870年の普仏戦争では、住民の一部が武装し、数人のプロイセン人を殺害した。

## 人口統計
2015年時点のコミューン人口は332人であり、2010年の人口と比較すると3.43%増加している。
| 1962年 | 1968年 | 1975年 | 1982年 | 1990年 | 1999年 | 2006年 | 2015年 |
| ------ | ------ | ------ | ------ | ------ | ------ | ------ | ------ |
| 272    | 255    | 285    | 253    | 252    | 245    | 275    | 332    |

参照元:1962年から1999年までは複数コミューンに住所登録をする者の重複分を除いたもの。それ以降は当該コミューンの人口統計によるもの。1999年までEHESS/Cassini、2006年以降INSEE

## 参照
1. ↑  "Liste des maires de la Somme". Liste des élus du département de la Somme. Préfecture de la Somme. 6 May 2014. 2014年6月28日時点のオリジナル (xls)よりアーカイブ。2014年6月9日閲覧。
2. 1 2 3  Notice géographique et historique sur la commune d'Estrées-Deniécourt, rédigée par M. Leroy, instituteur, 189?, Archives départementales de la Somme
3. ↑  John Ayto, Dictionary of Word Origins, Arcade Publishing, New York, 1990, 584 pages, pg 506
4. ↑  Stéphane Gendron, La Toponymie des voies romaines et médiévales, éditions errance, Paris, 2006, 200 pages, pg 32
5. 1 2 3 4  Abbé Paul Decagny, Chaulnes et ses environs, 1865, reprise Paris, 1992, Le Livre d'histoire, Res Universis, Rassorts Lorisse ISBN 2-87760-916-2
6. 1 2  Henri de Saint-Blanquat, Archéo-TGV, 450 km d'histoire, Paris, Casterman, 1992 ISBN 2-203-23303-6
7. ↑  http://cassini.ehess.fr/cassini/fr/html/fiche.php?select_resultat=13161
8. ↑  https://www.insee.fr/fr/statistiques/3293086?geo=COM-80288
9. ↑  http://www.insee.fr

### 文献
- Abbé Paul Decagny, Chaulnes et ses environs, 1865, reprise Paris, 1992, Le Livre d'histoire, Res Universis, Rassorts Lorisse ISBN 2-87760-916-2 (Monographie)
- Francine François-Dejuine, 1914-1924, 26 communes dans la tourmente, Inval-Boiron, 2007, La Vague verte, collection Souvenance ISBN 978-2-913924-99-4.
- Francine François-Dejuine, 1935-1955, Mémoires de 28 communes du Santerre, Inval-Boiron, 2011, La Vague verte, collection Souvenance ISBN 978-2-35637-035-8.